# Route territoriale 21
Pour les articles homonymes, voir T21, RT21 et Route 21.
La route territoriale 21, ou RT 21, est une route territoriale française constituant l'accès est d'Ajaccio par l'aéroport depuis l’automne 2014, remplaçant un tronçon de la route nationale 193 dans le cadre du schéma directeur des routes territoriales de Corse 2011-2021,. Sa longueur est de six kilomètres.